# Condado de Zagreb

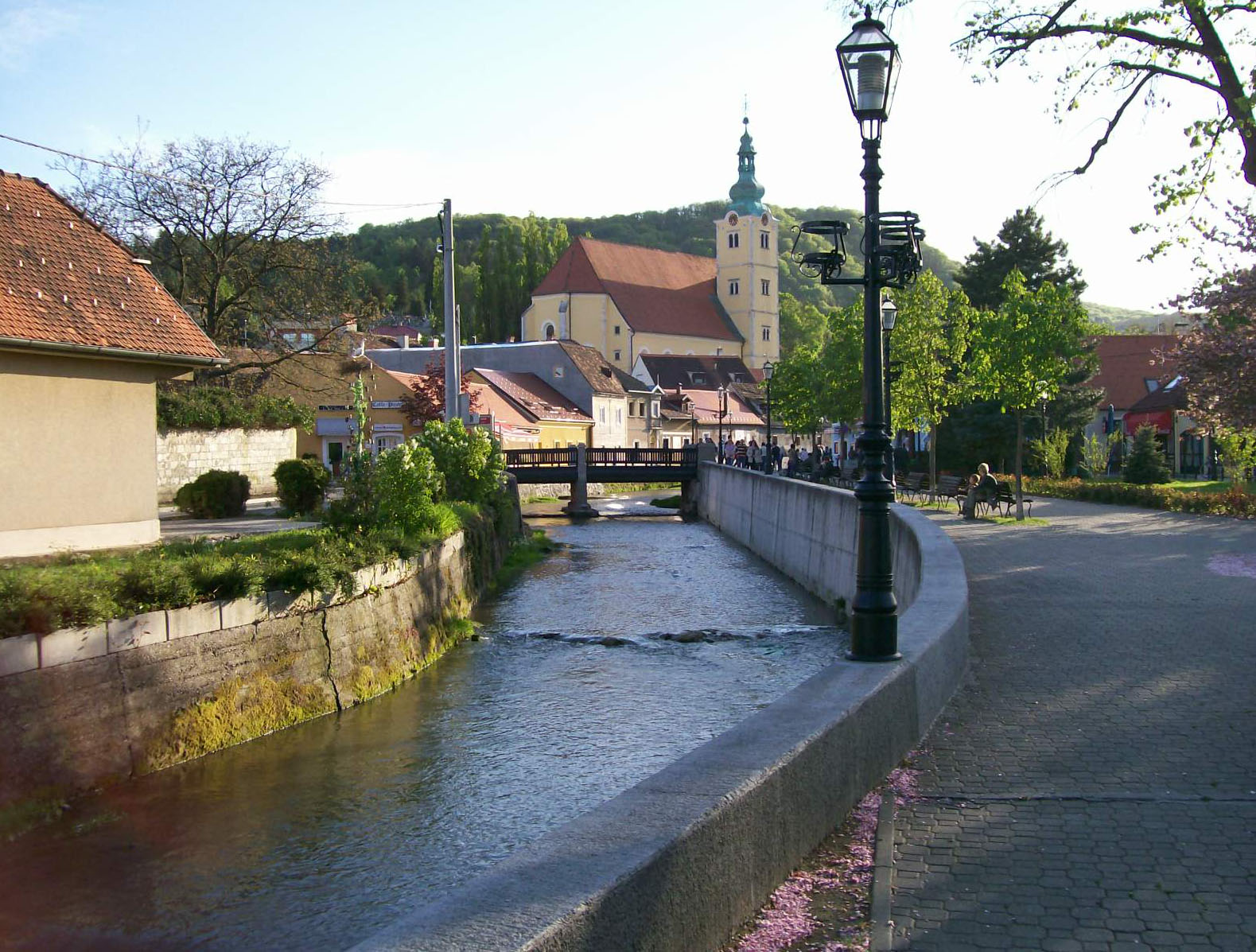
Cidade de Samobor

O Condado de Zagreb (em croata: Zagrebačka županija) é um condado da Croácia. Sua capital é a cidade de Zagreb.

## Cidades e municípios
O condado de Zagreb está subdividido em 9 Cidades (Grad) e 25 Municípios (Općina):
| nome              | estatuto  | população (censo de 2001) |
| ----------------- | --------- | ------------------------- |
| Bedenica          | Município | 1 522                     |
| Bistra            | Município | 6 098                     |
| Brckovljani       | Município | 6 816                     |
| Brdovec           | Município | 10 287                    |
| Dubrava           | Município | 5 478                     |
| Dubravica         | Município | 1 586                     |
| Dugo Selo         | Cidade    | 14 300                    |
| Farkaševac        | Município | 2 102                     |
| Gradec            | Município | 3 920                     |
| Ivanić-Grad       | Cidade    | 14 723                    |
| Jakovlje          | Município | 3 952                     |
| Jastrebarsko      | Cidade    | 16 689                    |
| Klinča Sela       | Município | 4 927                     |
| Kloštar Ivanić    | Município | 6 038                     |
| Krašić            | Município | 3 199                     |
| Kravarsko         | Município | 1 983                     |
| Križ              | Município | 7 406                     |
| Luka              | Município | 1 419                     |
| Marija Gorica     | Município | 2 089                     |
| Orle              | Município | 2 145                     |
| Pisarovina        | Município | 3 697                     |
| Pokupsko          | Município | 2 492                     |
| Preseka           | Município | 1 670                     |
| Pušća             | Município | 2 484                     |
| Rakovec           | Município | 1 350                     |
| Rugvica           | Município | 7 608                     |
| Samobor           | Cidade    | 36 206                    |
| Stupnik           | Município | 3 251                     |
| Sveta Nedjelja    | Cidade    | 15 506                    |
| Sveti Ivan Zelina | Cidade    | 16 268                    |
| Velika Gorica     | Cidade    | 63 517                    |
| Vrbovec           | Cidade    | 14 658                    |
| Zaprešić          | Cidade    | 23 125                    |
| Žumberak          | Município | 1 185                     |
| Total             | Total     | 309 696                   |

## Demografia
De acordo com o censo de 2001, 96,18% da população são croatas.